# Samantha Ferris
Samantha Ferris (* 2. November 1968 in North Vancouver, Kanada) ist eine kanadische Schauspielerin. Sie wirkte in zahlreichen Fernsehproduktionen mit.

## Leben
Samantha Ferris arbeitete zunächst als Fernsehreporterin und Wetteransagerin für den Sender KVOS TV-12 (Bellingham (Washington)) und für das BCTV in Vancouver. Seit dem Jahr 1996 spielte sie zahlreiche Rollen in englischsprachigen Fernsehserien und Fernsehproduktionen. Nachdem Ferris 2000 in dem Fernsehfilm The Inspectors – Zerrissene Beweise eine tragende Rolle gespielt hatte, gab sie 2001 in der Literaturverfilmung Im Netz der Spinne in der Rolle der Mrs. Hume ihr Kinodebüt. In der amerikanischen Science-Fiction-Serie 4400 – Die Rückkehrer übernahm sie die Rolle der Nina Jarvis; in der Serie Supernatural trat sie in sechs Folgen der zweiten Staffel und in zwei Folgen der fünften Staffel als Ellen Harvelle auf. In V – Die Besucher hatte sie 2010 eine zweiteilige Gastrolle als Privatermittlerin. 2010 spielte sie in der Serie Human Target die Rolle der Deputy Director Lynch in der Episode Baptiste.
2015 wirkte sie in den Fernsehfilmen Mord à la carte – Ein guter Tropfen Gift (Gourmet Detective) und Mord à la carte – Ein angenehmer Ort zum Sterben (Gourmet Detective: A Healthy Place to Die) als Captain Forsyth mit.